# Голик, Либор
Ли́бор Го́лик (чеш. Libor Holík; родился 12 мая 1998 года, Чехия) — чешский футболист, защитник клуба «Виктория Пльзень».

## Клубная карьера
Голик — воспитанник клубов «Словацко». Летом 2015 года Либор подписал контракт со столичной «Славией». 21 ноября матче против «Словацко» он дебютировал в Первой лиге, в составе последнего. Летом 2016 года для получения игровой практики был арендован клубом «Карвина». 13 августа в матче против «Млада-Болеслав» он дебютировал за новую команду. 12 мая в поединке против столичной «Спарты» Либор забил свой первый гол за «Карвину».
Летом 2017 года Голик перешёл в «Фастав». В начале 2018 года Либор был отдан в аренду в «Высочину». 17 февраля в матче против «Славии» он дебютировал за новую команду.
По окончании аренды вернулся в «Фастав». 21 июля в матче против «Младе-Болеслав» он дебютировал за новую команду. 3 ноября в поединке против «Карвины» Либор забил свой первый гол за «Фастав». Летом 2019 года Голик перешёл в «Яблонец». 12 июля в матче против «Богемианс 1905» он дебютировал за новый клуб. 16 сентября в поединке против «Виктории Пльзень» Либор забил свой первый гол за «Яблонец».

## Международная карьера
В 2015 году в составе юношеской сборной Чехии Голик принял участие в юношеском чемпионате Европы в Болгарии. На турнире он сыграл в матчах против Словении, Бельгии и Германии.
В 2015 году в составе юношеской сборной Чехии принял участие в юношеском чемпионате Европы в Грузии. На турнире он сыграл в матчах Швеции, Португалии, Грузии и Англии. В поединке против грузин Либор забил гол.

## Достижения
Виктория Пльзень
- Чемпион Чехии: 2021/22